# 2017-es svéd labdarúgó-bajnokság (első osztály)
A 2017-es Allsvenskan volt a 93. alkalommal megrendezett, legmagasabb szintű labdarúgó-bajnokság Svédországban. A pontvadászat 2017. április 1-jén kezdődött és novemberben ért véget. A címvédő a Malmö FF csapata volt.

## Csapatváltozások
| Feljutott az első osztályba           | Kiesett a másodosztályba                |
| ------------------------------------- | --------------------------------------- |
| IK Sirius AFC Eskilstuna Halmstads BK | Helsingborgs IF Gefle IF Falkenbergs FF |

## Részt vevő csapatok
| Csapat              | Székhely   | Stadion          | Befogadóképesség1 |
| ------------------- | ---------- | ---------------- | ----------------- |
| AFC Eskilstuna      | Eskilstuna | Tunavallen       | 7,800             |
| AIK                 | Stockholm  | Friends Arena    | 50,000            |
| BK Häcken           | Göteborg   | Bravida Arena    | 6,500             |
| Djurgårdens IF      | Stockholm  | Tele2 Arena      | 30,000            |
| GIF Sundsvall       | Sundsvall  | Idrottsparken    | 7,700             |
| Halmstads BK        | Halmstad   | Örjans Vall      | 10,873            |
| Hammarby IF         | Stockholm  | Tele2 Arena      | 30,000            |
| IF Elfsborg         | Borås      | Borås Arena      | 16,899            |
| IFK Göteborg        | Göteborg   | Gamla Ullevi     | 18,600            |
| IFK Norrköping      | Norrköping | Nya Parken       | 15,734            |
| IK Sirius           | Uppsala    | Studenternas IP  | 6,300             |
| Jönköpings Södra IF | Jönköping  | Stadsparksvallen | 5,500             |
| Kalmar FF           | Kalmar     | Guldfågeln Arena | 12,000            |
| Malmö FF            | Malmö      | Swedbank Stadion | 24,000            |
| Örebro SK           | Örebro     | Behrn Arena      | 12,300            |
| Östersunds FK       | Östersund  | Jämtkraft Arena  | 8,466             |

- 1A Svéd Labdarúgó Szövetség honlapja szerint.[6]

### Személyek és támogatók
| Csapat              | Vezetőedző        | Csapatkapitány        | Mezgyártó | Mezszopnzor      |                |                |              |      |           |
| ------------------- | ----------------- | --------------------- | --------- | ---------------- | -------------- | -------------- | ------------ | ---- | --------- |
| Csapat              | Vezetőedző        | Csapatkapitány        | Mezgyártó | Mezszopnzor      | AFC Eskilstuna | Michael Jolley | Omar Eddahri | Nike | Busmarket |
| AIK                 | Rikard Norling    | Nils-Eric Johansson   | Adidas    | Åbro Bryggeri    |                |                |              |      |           |
| BK Häcken           | Mikael Stahre     | Rasmus Lindgren       | Nike      | BRA Bygg         |                |                |              |      |           |
| Djurgårdens IF      | Özcan Melkemichel | Kim Källström         | Adidas    | Prioritet Finans |                |                |              |      |           |
| GIF Sundsvall       | Joel Cedergren    | Tommy Naurin          | Adidas    | SCA              |                |                |              |      |           |
| Halmstads BK        | Igor Krulj        | Fredrik Liverstam     | Puma      | Various          |                |                |              |      |           |
| Hammarby IF         | Jakob Michelsen   | Kennedy Bakircioglu   | Puma      | LW               |                |                |              |      |           |
| IF Elfsborg         | Magnus Haglund    | Kevin Stuhr Ellegaard | Umbro     | Pulsen           |                |                |              |      |           |
| IFK Göteborg        | Alf Westerberg    | Sebastian Eriksson    | Kappa     | Prioritet Finans |                |                |              |      |           |
| IFK Norrköping      | Jens Gustafsson   | Andreas Johansson     | Nike      | Holmen           |                |                |              |      |           |
| IK Sirius           | Kim Bergstrand    | Niklas Busch Thor     | Nike      | Various          |                |                |              |      |           |
| Jönköpings Södra IF | Jimmy Thelin      | Tommy Thelin          | Nike      | Various          |                |                |              |      |           |
| Kalmar FF           | Nanne Bergstrand  | Rasmus Elm            | Hummel    | Hjältevadshus    |                |                |              |      |           |
| Malmö FF            | Magnus Pehrsson   | Markus Rosenberg      | Puma      | Volkswagen       |                |                |              |      |           |
| Örebro SK           | Axel Kjäll        | Nordin Gerzić         | Puma      | Ambitiös         |                |                |              |      |           |
| Östersunds FK       | Graham Potter     | Brwa Nouri            | Adidas    | Various          |                |                |              |      |           |

### Vezetőedző váltások
| Csapat         | Távozó edző        | Ok                              | Dátum                | Poz.      | Érkező edző                   | Dátum                |
| -------------- | ------------------ | ------------------------------- | -------------------- | --------- | ----------------------------- | -------------------- |
| Djurgårdens IF | Mark Dempsey       | lejárt a szerződése             | 2016. november 6.    | Előszezon | Özcan Melkemichel             | 2016. december 1.    |
| BK Häcken      | Peter Gerhardsson  | lejárt a szerződése             | 2016. november 11.   | Előszezon | Mikael Stahre                 | 2016. november 14.   |
| Hammarby IF    | Nanne Bergstrand   | menesztették                    | 2016. november 18.   | Előszezon | Jakob Michelsen               | 2016. november 30.   |
| Malmö FF       | Allan Kuhn         | menesztették                    | 2016. november 19.   | Előszezon | Magnus Pehrsson               | 2016. december 1.    |
| AFC Eskilstuna | Özcan Melkemichel  | lejárt a szerződése             | 2016. december 1.    | Előszezon | Pelle Olsson                  | 2016. december       |
| AFC Eskilstuna | Pelle Olsson       | menesztették                    | 2017. május 28.      | 16.       | Michael Jolley                | 2017. június 13.     |
| Halmstads BK   | Jan Jönsson        | előléptették futballmenedzserré | 2017. június 8.      | 15.       | Igor Krulj                    | 2017. június 8.      |
| Kalmar FF      | Peter Swärdh       | menesztették                    | 2017. június 13.     | 14.       | Nanne Bergstrand              | 2017. június 13.     |
| IFK Göteborg   | Jörgen Lennartsson | menesztették                    | 2017. július 18.     | 11.       | Alf Westerberg                | 2017. július 18.     |
| Örebro SK      | Alexander Axén     | közös megegyezés                | 2017. augusztus 28.  | 11.       | Axel Kjäll                    | 2017. augusztus 28.  |
| IF Elfsborg    | Magnus Haglund     | menesztették                    | 2017. szeptember 27. | 10.       | Nemanja Miljanović Janne Mian | 2017. szeptember 27. |

## A bajnokság végeredménye
| Hely. | Csapat                  | M  | Gy | D  | V  | G+ | G– | Gk  | P  | Továbbjutás vagy kiesés |
| ----- | ----------------------- | -- | -- | -- | -- | -- | -- | --- | -- | ----------------------- |
| 1.    | Malmö FF (C)            | 30 | 19 | 7  | 4  | 63 | 27 | +36 | 64 | BL, 1. selejtezőkör     |
| 2.    | AIK                     | 30 | 16 | 9  | 5  | 47 | 22 | +25 | 57 | EL, 1. selejtezőkör     |
| 3.    | Djurgårdens IF          | 30 | 15 | 8  | 7  | 54 | 30 | +24 | 53 | EL, 2. selejtezőkör     |
| 4.    | BK Häcken               | 30 | 14 | 10 | 6  | 42 | 28 | +14 | 52 | EL, 1. selejtezőkör     |
| 5.    | Östersunds FK           | 30 | 13 | 11 | 6  | 48 | 32 | +16 | 50 |                         |
| 6.    | IFK Norrköping          | 30 | 14 | 6  | 10 | 45 | 40 | +5  | 48 |                         |
| 7.    | IK Sirius               | 30 | 11 | 7  | 12 | 46 | 51 | −5  | 40 |                         |
| 8.    | IF Elfsborg             | 30 | 10 | 9  | 11 | 53 | 59 | −6  | 39 |                         |
| 9.    | Hammarby IF             | 30 | 9  | 11 | 10 | 42 | 43 | −1  | 38 |                         |
| 10.   | IFK Göteborg            | 30 | 9  | 10 | 11 | 42 | 40 | +2  | 37 |                         |
| 11.   | Örebro SK               | 30 | 10 | 6  | 14 | 38 | 54 | −16 | 36 |                         |
| 12.   | Kalmar FF               | 30 | 9  | 5  | 16 | 30 | 49 | −19 | 32 |                         |
| 13.   | GIF Sundsvall           | 30 | 7  | 10 | 13 | 29 | 46 | −17 | 31 |                         |
| 14.   | Jönköpings Södra IF (K) | 30 | 6  | 12 | 12 | 31 | 46 | −15 | 30 | Osztályozó              |
| 15.   | Halmstads BK (K)        | 30 | 5  | 9  | 16 | 29 | 45 | −16 | 24 | Kiesik a Superettan-ba  |
| 16.   | AFC Eskilstuna (K)      | 30 | 4  | 8  | 18 | 28 | 55 | −27 | 20 | Kiesik a Superettan-ba  |

### Helyezések fordulónként, meccstáblázat
| Hazai \ Vendég1     | AFCE | AIK | BKH | DIF | GIFS | HBK | HAM | IFE | IFKG | IFKN | IKS | JSIF | KFF | MFF | ÖSK | ÖFK |
| AFC Eskilstuna      |      | 1–3 | 0–0 | 1–2 | 1–2  | 0–0 | 0–0 | 2–3 | 1–0  | 1–2  | 1–3 | 1–1  | 2–1 | 3–1 | 2–2 | 1–3 |
| AIK                 | 1–1  |     | 0–0 | 1–1 | 0–0  | 4–1 | 1–2 | 5–2 | 2–1  | 1–0  | 1–0 | 2–0  | 0–1 | 0–1 | 1–0 | 2–2 |
| BK Häcken           | 3–0  | 1–6 |     | 0–0 | 2–0  | 2–1 | 2–0 | 3–0 | 4–0  | 1–2  | 2–2 | 3–1  | 2–0 | 0–1 | 1–1 | 0–1 |
| Djurgårdens IF      | 4–1  | 0–1 | 1–1 |     | 2–1  | 2–1 | 1–1 | 3–0 | 1–0  | 3–3  | 0–2 | 0–0  | 4–1 | 0–1 | 4–1 | 3–0 |
| GIF Sundsvall       | 3–1  | 0–0 | 1–2 | 0–5 |      | 1–0 | 1–4 | 1–1 | 0–4  | 2–2  | 1–2 | 0–0  | 1–3 | 0–1 | 2–1 | 1–1 |
| Halmstads BK        | 1–1  | 0–1 | 0–3 | 0–1 | 2–2  |     | 1–2 | 1–1 | 1–2  | 2–1  | 0–3 | 6–1  | 1–1 | 0–3 | 0–0 | 1–0 |
| Hammarby IF         | 4–0  | 1–1 | 1–2 | 3–1 | 0–0  | 1–3 |     | 2–1 | 2–1  | 0–2  | 3–3 | 2–2  | 1–1 | 1–1 | 3–1 | 2–2 |
| IF Elfsborg         | 2–1  | 1–2 | 2–0 | 2–2 | 2–1  | 1–0 | 3–0 |     | 1–2  | 3–3  | 0–2 | 3–0  | 2–2 | 1–2 | 3–0 | 4–4 |
| IFK Göteborg        | 1–1  | 2–1 | 1–1 | 1–3 | 0–3  | 1–1 | 1–1 | 1–1 |      | 4–1  | 4–0 | 1–1  | 3–0 | 1–1 | 2–2 | 0–1 |
| IFK Norrköping      | 1–0  | 0–0 | 4–1 | 0–1 | 0–0  | 3–2 | 2–1 | 1–3 | 2–0  |      | 0–2 | 3–0  | 2–0 | 1–3 | 2–0 | 0–2 |
| IK Sirius           | 1–0  | 1–4 | 2–2 | 2–0 | 0–1  | 2–1 | 1–1 | 4–1 | 0–2  | 0–1  |     | 1–1  | 3–0 | 0–4 | 3–4 | 0–5 |
| Jönköpings Södra IF | 1–0  | 2–1 | 0–1 | 1–1 | 2–2  | 2–2 | 1–0 | 2–2 | 0–2  | 1–2  | 3–1 |      | 2–0 | 1–2 | 1–2 | 0–0 |
| Kalmar FF           | 2–0  | 0–1 | 0–1 | 0–2 | 3–0  | 2–0 | 2–0 | 1–5 | 1–0  | 1–1  | 4–2 | 1–3  |     | 0–0 | 0–1 | 2–1 |
| Malmö FF            | 3–2  | 0–0 | 1–2 | 3–2 | 2–0  | 2–0 | 4–0 | 6–0 | 2–2  | 1–2  | 3–3 | 2–0  | 6–0 |     | 2–1 | 2–1 |
| Örebro SK           | 2–3  | 1–2 | 0–0 | 0–4 | 0–2  | 0–1 | 0–3 | 2–2 | 4–2  | 4–2  | 2–1 | 2–1  | 1–0 | 2–1 |     | 2–1 |
| Östersunds FK       | 3–0  | 0–3 | 0–0 | 2–1 | 3–1  | 0–0 | 2–1 | 4–1 | 1–1  | 1–0  | 0–0 | 1–1  | 2–1 | 2–2 | 3–0 |     |

Utolsó felvett mérkőzés dátuma: 2017. augusztus 23. 
Forrás:  
1A hazai csapatok a bal oldali oszlopban szerepelnek.
Színek: Zöld = hazai győzelem; Sárga = döntetlen; Piros = vendéggyőzelem.
 

### Osztályozó
| 2017. november 15. 18:00 UTC+1 |

| Trelleborgs FF            | 2–0         | Jönköpings Södra IF |
| ------------------------- | ----------- | ------------------- |
| Jovanović 20' Jönsson 65' | Jegyzőkönyv |                     |

| Vångavallen, Trelleborg Nézőszám: 4731 Játékvezető: Andreas Ekberg (Bjärred) |

| 2017. november 19. 14:45 UTC+1 |

| Jönköpings Södra IF | 1–1         | Trelleborgs FF  |
| ------------------- | ----------- | --------------- |
| Gojani 40'          | Jegyzőkönyv | Islamović 45+4' |

| Stadsparksvallen, Jönköping Játékvezető: Stefan Johannesson (Täby) |

Trelleborgs FF nyert 3–1-es összesítéssel.

## Statisztika
| # | Játékos            | Klub           | Gólok |
| - | ------------------ | -------------- | ----- |
| 1 | Magnus Eriksson    | Djurgårdens IF | 14    |
| 1 | Karl Holmberg      | IFK Norrköping | 14    |
| 3 | Jo Inge Berget     | Malmö FF       | 10    |
| 3 | Nahir Besara       | Örebro SK      | 10    |
| 3 | Issam Jebali       | IF Elfsborg    | 10    |
| 5 | Mohamed Buya Turay | AFC Eskilstuna | 9     |
| 5 | Tobias Hysén       | IFK Göteborg   | 9     |
| 5 | Paulinho           | BK Häcken      | 9     |
| 5 | Viktor Prodell     | IF Elfsborg    | 9     |
| 5 | Nicolás Stefanelli | AIK            | 9     |

| # | Játékos             | Klub           | Gólpassz |
| - | ------------------- | -------------- | -------- |
| 1 | Simon Lundavelli    | IF Elfsborg    | 13       |
| 2 | Niclas Eliasson     | IFK Norrköping | 10       |
| 3 | Ken Sema            | Östersunds FK  | 9        |
| 4 | Nahir Besara        | Örebro SK      | 7        |
| 4 | Anders Christiansen | Malmö FF       | 7        |
| 4 | Issam Jebali        | IF Elfsborg    | 7        |
| 4 | Kim Källström       | Djurgårdens IF | 7        |
| 4 | Kerim Mrabti        | Djurgårdens IF | 7        |

### Mesterhármast elérő játékosok
| Játékos            | Csapat         | Ellenfél     | Végeredmény | Dátum                |
| ------------------ | -------------- | ------------ | ----------- | -------------------- |
| Gustav Engvall     | Djurgårdens IF | Örebro SK    | 0–4         | 2017. május 7.       |
| Nahir Besara       | Örebro SK      | IFK Göteborg | 4–2         | 2017. július 16.     |
| Filip Rogić        | Örebro SK      | IK Sirius    | 3–4         | 2017. szeptember 25. |
| Nicolás Stefanelli | AIK            | IF Elfsborg  | 5–2         | 2017. október 1.     |